# Nuoto ai Giochi della XXXIII Olimpiade - 10 km femminili
La gara di nuoto della maratona di 10 km femminile dei Giochi della XXXIII Olimpiade di Parigi è stata disputata l'8 agosto 2024 nella nel fiume Senna a partire dalle ore 07:30 (UTC+2). Vi hanno partecipato 24 atlete provenienti da 17 nazioni. La competizione è stata vinta dalla nuotatrice olandese Sharon van Rouwendaal, che aveva già vinto la medaglia d'argento nella stessa competizione nella precedente edizione e quella d'oro a Rio de Janeiro 2016, mentre l'argento e il bronzo sono andati rispettivamente all'australiana Moesha Johnson e all'italiana Ginevra Taddeucci.

## Risultati
| Pos.    | Atleta                  | Nazionalità   | Tempo     | Distacco |
| ------- | ----------------------- | ------------- | --------- | -------- |
| Oro     | Sharon van Rouwendaal   | Paesi Bassi   | 2h03'34"2 | -        |
| Argento | Moesha Johnson          | Australia     | 2h03'39"7 | +0'5"5   |
| Bronzo  | Ginevra Taddeucci       | Italia        | 2h03'42"8 | +0'8"6   |
| 4       | Ana Marcela Cunha       | Brasile       | 2h04'15"7 | +0'41"5  |
| 5       | Bettina Fábián          | Ungheria      | 2h04'16"9 | +0'42"7  |
| 6       | Giulia Gabbrielleschi   | Italia        | 2h04'17"9 | +0'43"7  |
| 7       | Océane Cassignol        | Francia       | 2h06'06"9 | +2'32"7  |
| 8       | Caroline Jouisse        | Francia       | 2h06'11"0 | +2'36"8  |
| 9       | Leonie Beck             | Germania      | 2h06'13"4 | +2'39"2  |
| 10      | Ángela Martínez         | Spagna        | 2h06'15"3 | +2'41"1  |
| 11      | Viviane Jungblut        | Brasile       | 2h06'15"8 | +2'41"6  |
| 12      | Angelica Andre          | Portogallo    | 2h06'17"0 | +2'42"8  |
| 13      | Airi Ebina              | Giappone      | 2h06'17"7 | +2'43"5  |
| 14      | Chelsea Gubecka         | Australia     | 2h06'17"8 | +2'43"6  |
| 15      | Katie Grimes            | Stati Uniti   | 2h06'29"6 | +2'55"4  |
| 16      | Mariah Denigan          | Stati Uniti   | 2h06'42"9 | +3'08"7  |
| 17      | Maria de Valdés Álvarez | Spagna        | 2h07'02"4 | +3'28"2  |
| 18      | Lisa Pou                | Monaco        | 2h07'05"4 | +3'31"2  |
| 19      | Martha Sandoval Ayala   | Messico       | 2h07'24"9 | +3'50"7  |
| 20      | Leah Phoebe Crisp       | Gran Bretagna | 2h07'46"7 | +4'12"5  |
| 21      | María Bramont-Arias     | Perù          | 2h12'44"7 | +9'10"5  |
| 22      | Leonie Märtens          | Germania      | 2h15'57"3 | +12'23"1 |
| 23      | Emma Finlin             | Canada        | 2h22'02"9 | +18'32"3 |
| 24      | Xin Xin                 | Cina          | 2h27'02"9 | +23'28"7 |